# Twisted (serial telewizyjny)
Twisted: W kręgu podejrzeń (Twisted, stylizowane na twiƨted) – amerykański serial dramatyczny, emitowany na kanale ABC Family. Pilot serialu miał premierę 19 marca 2013 po emisji finału 3 sezonu Słodkich kłamstewek, zaś regularna emisja rozpoczęła się 11 czerwca 2013, wraz z premierą 4 sezonu Słodkich kłamstewek.
30 lipca 2013 pierwszy sezon Twisted został przedłużony o 10 odcinków, które miały premierę w lutym 2014. W Polsce serial był emitowany od 27 stycznia 2014 na kanale Fox Life.
14 sierpnia 2014 roku, stacja ABC Family ogłosiła anulowanie serialu.

## Fabuła
Serial opowiada o 16-letnim Dannym Desai, który powraca do swojego rodzinnego miasta po tym jak zamordował swoją ciotkę w wieku 11 lat. Próbuje odbudować swoje stare przyjaźnie, zmagając się z wyrzutami sumienia. Krótko po jego powrocie jedna z jego koleżanek ze szkoły zostaje zamordowana, a Danny staje się głównym podejrzanym.

## Obsada

### Główna
- Avan Jogia jako Danny Desai – charyzmatyczny 16-latek. W przeszłości zabił swoją ciotkę. W końcu wraca do miasta i próbuje zacząć swoje życie od nowa. Jednak jedna z jego znajomych zostaje zamordowana, a Danny musi oczyścić swoje imię, gdyż on jest największym podejrzanym policji.
- Maddie Hasson jako Jo Masterson – przyjaciółka Danny’ego z dzieciństwa. Pomaga Danny’emu w oczyszczeniu jego osoby z podejrzeń.
- Kylie Bunbury jako Lacey Porter – przyjaciółka Danny’ego i Jo z dzieciństwa. Teraz jest popularna i szanowana w szkole, więc odrzuciła swoich byłych przyjaciół.
- Ashton Moio jako Rico – najlepszy przyjaciel Jo.
- Kimberly Quinn jako Tess Masterson – matka Jo, która lubi Danny’ego i wierzy w jego niewinność.
- Denise Richards jako Karen Desai – matka Danny’ego, która była kiedyś znana i ceniona w mieście, a obecnie próbuje chronić swojego syna przed niesłusznym skazaniem.
- Sam Robards jako Kyle Masterson – ojciec Jo i szeryf w mieście. Uważa, że Danny jest winny.

### Drugoplanowa
- Kathy Najimy jako pani Fisk – egocentryczna nauczycielka psychologii w szkole.
- Grey Damon jako Archie – chłopak Lacey, który nie cieszy się z tego, że Danny wrócił do miasta.
- Aaron Hill jako Eddie – odważny i nieustraszony policjant[4].

## Lista odcinków
| Seria | Odcinki | Premiera serii | Finał serii     | Premiera serii   | Finał serii      |
| ----- | ------- | -------------- | --------------- | ---------------- | ---------------- |
| 1     | 20      | 19 marca 2013  | 1 kwietnia 2014 | 27 stycznia 2014 | 21 kwietnia 2014 |

| 1                                 | Pilot                              | Powrót do domu                           | John Amiel               | Adam Milch                      | 19 marca 2013    | 27 stycznia 2014 | 1x01 |
| 2                                 | Grief is a Five Letter Word        | Żałoba to słowo na sześć liter           | Gavin Polone             | Adam Milch                      | 18 czerwca 2013  | 27 stycznia 2014 | 1x02 |
| 3                                 | PSA de Resistance                  | Pokazowy numer                           | Joe Lazarov              | Andy Reaser                     | 25 czerwca 2013  | 3 lutego 2014    | 1x03 |
| 4                                 | Sleeping with the Frenemy          | Sypiając z wrogiem                       | Joshua Butler            | Kay Reindl i Erin Maher         | 2 lipca 2013     | 3 lutego 2014    | 1x04 |
| 5                                 | The Fest and the Furious           | Świętujący i wściekli                    | Daisy Mayer              | Debra J. Fisher                 | 9 lipca 2013     | 10 lutego 2014   | 1x05 |
| 6                                 | Three for the Road                 | Troje w drodze                           | Joe Lazarov              | David Babcock                   | 16 lipca 2013    | 10 lutego 2014   | 1x06 |
| 7                                 | We Need to Talk About Danny        | Musimy pogadać o Dannym                  | Chris Grismer            | Brian Studler                   | 23 lipca 2013    | 17 lutego 2014   | 1x07 |
| 8                                 | Doc-Trauma                         | Doku-szok                                | Roger Kumble             | Andy Reaser i Phinneas Kiyomura | 30 lipca 2013    | 17 lutego 2014   | 1x08 |
| 9                                 | The Truth Will Out                 | Prawda wyjdzie na jaw                    | Joe Lazarov              | Erin Maher i Kay Reindl         | 6 sierpnia 2013  | 24 lutego 2014   | 1x09 |
| 10                                | Poison of Interest                 | Rzeczona trucizna                        | Gavin Polone             | David Babcock                   | 13 sierpnia 2013 | 24 lutego 2014   | 1x10 |
| 11                                | Socio Studies 101                  | W zamkniętym kręgu                       | Joe Lazarov              | Debra J. Fisher                 | 20 sierpnia 2013 | 3 marca 2014     | 1x11 |
| Specjalny, podsumowujący odcinek. |                                    |                                          |                          |                                 |                  |                  |      |
| 12                                | Dead Men Tell Big Tales            | Umarli opowiadają wielki historie        | Joe Lazarov              | Debra J. Fisher                 | 11 lutego 2014   | 3 marca 2014     | 1x12 |
| 13                                | Sins of the Father                 | Grzechy ojca                             | Gavin Polone             | Adam Milch                      | 18 lutego 2014   | 10 marca 2014    | 1x13 |
| 14                                | Home Is Where the Hurt Is          | Dom jest tam gdzie boli                  | David Jackson            | Stacy Rukeyser                  | 25 lutego 2014   | 17 marca 2014    | 1x14 |
| 15                                | Danny Indemnity                    | Nietykalny                               | Chad Lowe                | Andy Reaser                     | 4 marca 2014     | 24 marca 2014    | 1x15 |
| 16                                | The Son Also Falls                 | Upadek syna                              | Teri Hatcher             | Ariana Jackson                  | 11 marca 2014    | 31 marca 2014    | 1x16 |
| 17                                | You’re a Good Man, Charlie McBride | Dobry z Ciebie człowiek, Charlie McBride | Daisy von Scherler Mayer | Adam Milch                      | 18 marca 2014    | 7 kwietnia 2014  | 1x17 |
| 18                                | Danny, Interrupted                 | Zaskoczony                               | Gavin Polone             | Stacy Rukeyser                  | 25 marca 2014    | 14 kwietnia 2014 | 1x18 |
| 19                                | A Tale of Two Confessions          | Opowieść o dwóch zeznaniach              | Gavin Polone             | Charles Pratt, Jr.              | 1 kwietnia 2014  | 21 kwietnia 2014 | 1x19 |